# Daniel Lagkhner
Daniel Lagkhner també citat com a Lagkner fou un compositor i organista de principis del segle xvii que compongué Melodia funebris 6 vocum (Viena, 1601); Soboles musica, id est cantiones sacrae 4-8 vocum (Nuremberg, 1602); Neuwe teutsche Lieder mit 4 Stimmen (Nuremberg, 1606), i Florum Jessaecorum semina vocivus quator (Nuremberg, 1607). Fou mestre de capella de l'església de Sant Sebald, de Nuremberg, i compositor del comte de Lobenstein.